# Pape Diakhaté
Pape Malikou Diakhaté (* 21. Juni 1984 in Dakar) ist ein senegalesischer ehemaliger Fußballspieler. Er besitzt auch die französische Staatsbürgerschaft.

## Karriere

### Vereine
Diakhaté spielt auf der Position des Innenverteidigers. Seit seiner Jugend spielte er für AS Nancy und nahm mit diesem in der Saison 2006/07 am UEFA-Pokal teil. 2007 wechselte er zum ukrainischen Rekordmeister Dynamo Kiew. Es gelang ihm schnell sich im ersten Team zu etablieren und seither regelmäßig zum Einsatz zu kommen.
Für die Rückrunde der Saison 2013/14 wurde Diakhaté an den türkischen Erstligisten Kayseri Erciyesspor ausgeliehen.

### Nationalmannschaft
Diakhaté ist Nationalspieler des Senegal und bestritt bisher 36 Länderspiele. 2006 belegte er mit Senegal Platz vier beim Afrika-Cup.

## Titel und Erfolge
- Ukrainische Meisterschaft: 2009
- Pokal Erster Kanal: 2008
- Teilnahme an der Fußball-Afrikameisterschaft 2006